# Pacyfikacja Gandawska

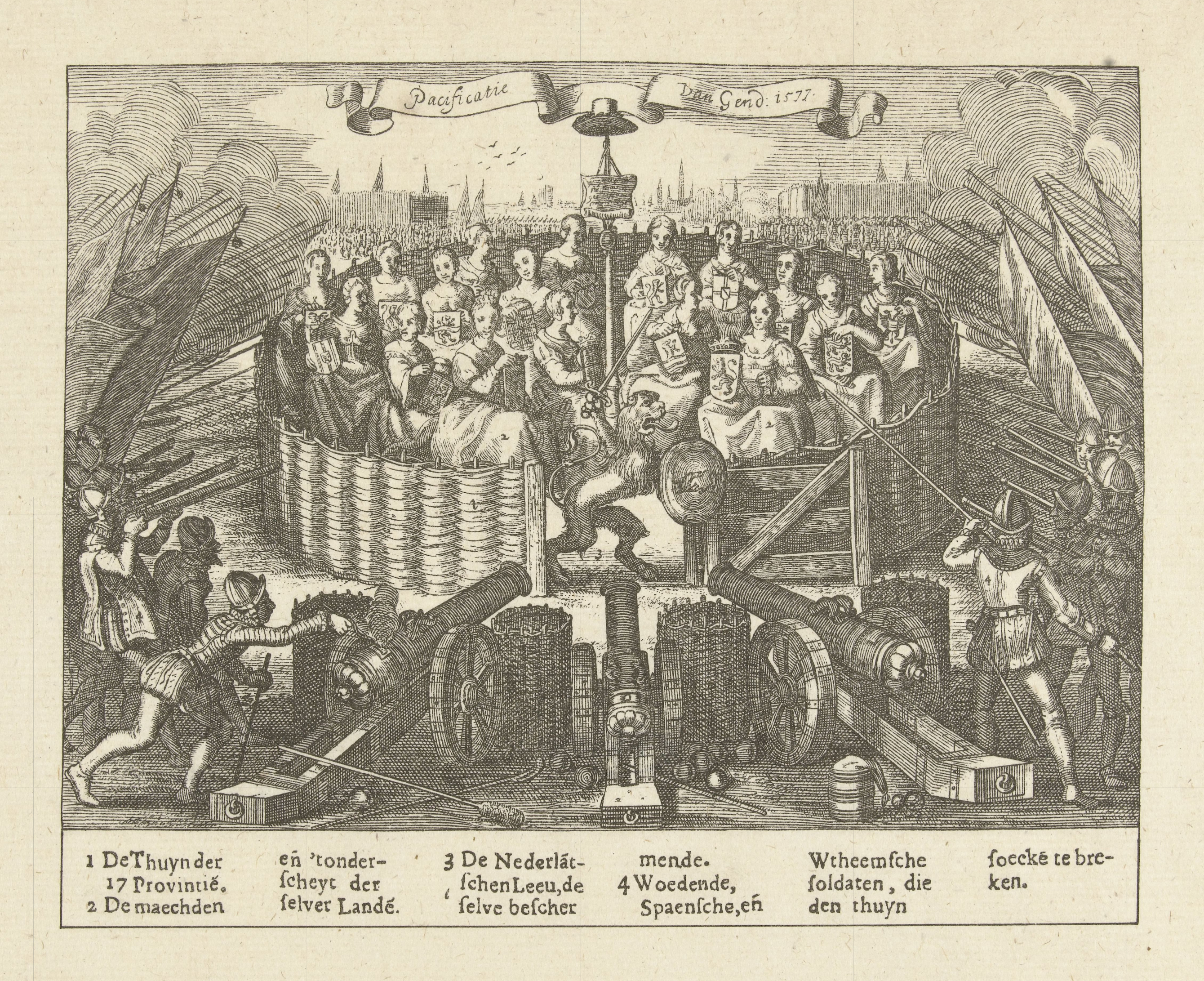
Alegoria przedstawiająca pacyfikację gandawską

Pacyfikacja Gandawska – podpisany w Gandawie 8 listopada 1576 roku układ pokojowy pomiędzy północnymi (Holandia i Zelandia) i południowymi stanami Niderlandów (tzw. Liga Prowincji Niderlandzkich) w celu utworzenia koalicji antyhiszpańskiej w wojnie osiemdziesięcioletniej.

## Tło historyczne
Pacyfikacja Gandawska została zawarta w czasie wojny osiemdziesięcioletniej, gdy wojska hiszpańskie walczyły ze zbuntowanymi prowincjami Niderlandów. Najdotkliwiej konflikt odczuły prowincje północne z racji działania tam inkwizycji – przeciwko kalwinistom, którzy stanowili większość religijną w Holandii i Zelandii. Wilhelm I Orański, przywódca zbuntowanych stanów Holandii i Zelandii, postanowił zjednoczyć prowincje północne i południowe (katolickie) we wspólnej walce przeciwko hiszpańskiemu władcy i prześladowaniom religijnym. Wilhelm I Orański sprzymierzył się z przywódcami stanów południowych, którzy bardziej niż tolerancji religijnej, pragnęli przywrócenia dawnych przywilejów odebranych prowincjom przez Filipa II oraz wycofania wojsk hiszpańskich z terenów Niderlandów. Sekretne rozmowy doprowadziły do podpisania 16 października 1576 roku zawieszenia broni pomiędzy Holandią i Zelandią z jednej strony i pozostałymi stanami Niderlandów z drugiej, a 8 listopada 1576 roku podpisano w Gandawie Pacyfikacje.

## Postanowienia Pacyfikacji Gandawskiej
Głównymi postanowieniami układu były: wycofanie wojsk hiszpańskich z terenów Niderlandów, a także doprowadzenie do zaprzestania prześladowań kalwinistów w północnych prowincjach oraz przywrócenie przywilejów i zniesienia wszelkich ograniczeń w handlu i komunikacji pomiędzy stanami. Ponadto wszelkie pomniki i tablice wystawione przez księcia Albę miały zostać zniszczone. Sygnatariusze Pacyfikacji żądali także amnestii dla więzionych rebeliantów oraz nadania Stanom Generalnym prawa zwoływania zgromadzeń z własnej inicjatywy, a nie tylko z inicjatywy władcy Hiszpanii. We władzach zarządzających Niderlandami mieli zasiadać przedstawiciele niderlandzcy, a nie Hiszpanie, a Wilhelm I Orański miał pełnić funkcję zarządcy i stać na czele rządu Niderlandów.
Kwestia religii (zwłaszcza sprawa dotycząca przyszłości kościołów katolickich i zborów protestanckich) nie została rozstrzygnięta. Sprawą zająć się miały Stany Generalne na pierwszym zwołanym zgromadzeniu. Ustalono jednak, że oba wyznania będą istnieć obok siebie i będą tolerowane przez obie strony.

## Skutki
Pacyfikacja Gandawska doprowadziła do Pierwszej, a następnie Drugiej, Unii Brukselskiej, gdzie ustalono, iż w Zelandii i Holandii główną religią będzie kalwinizm (tu kalwiniści stanowili większość wyznaniową), a w pozostałych prowincjach katolicyzm, jednak władze nie mogą prześladować wyznawców którejkolwiek z tych religii obojętnie na jakim terenie. Pacyfikacja Gandawska przyczyniła się do późniejszej proklamacji niepodległości przez stany północne (1581) i powstania Republiki Zjednoczonych Prowincji Niderlandów (1588).